# Luci Valeri Flac (triumvir)
Luci Valeri Flac (en llatí Lucius Valerius Flaccus) va ser un magistrat romà del segle ii aC. Era fill de Publi Valeri Flac (Publius Valerius Flaccus). Formava part de la gens Valèria, i portava el cognomen de Flac.
Va ser un dels Triumviri coloniae deducendae nomenats l'any 190 aC per establir les colònies romanes a Placentia i Cremona amb sis mil famílies, ja que aquelles ciutats havien quedar buides després de la darrera guerra a la zona.